# Куриця
Куриця — річка в Україні, у межах Конотопського району Сумської області. Ліва притока Терну (басейн Дніпра).

## Опис
Довжина річки 27 км, площа басейну 170 км². Долина трапецієподібна, завширшки 1—1,5 км, завглибшки до 15 м. Річище слабозвивисте. Похил річки 0,6–0,12 м/км, середня витрата води в гирлі 0,27 м3/сек.  Ширина заплави до 0,5 км, річища – 4–8 м. Живлення річки ґрунтове й атмосферне. Льодостав триває від середини грудня до початку квітня. 
На річці споруджено декілька ставків. Воду використовують для сільськогосподарських потреб. Долина в нижній течії місцями заболочена. 

## Розташування
Куриця бере початок за 1 км на північний захід від села Успенки. Тече переважно на південний схід, у нижній течії — на південь. Впадає до Терну біля південної околиці села Черепівки.